# THEランク
『THEランク』（ザ・ランク）は、2005年9月13日（火曜） 19:00 - 19:54に朝日放送（ABCテレビ）で放送された単発のクイズ番組である。

## 司会
- 今田耕司
- 高野直子（当時ABCアナウンサー）

## ルール
9人の解答者に早押しクイズを出題。正解者から時計回りに指定された人数分にランキング問題の挑戦権が与えられた。人数は問題によって変動、最大9人。
（例）下の場合、早押しで江守徹が正解した場合でランキングが1 - 6位の場合、江守から数えて5人目の小林恵美までに解答権と賞金獲得の権利があった。
| たむらけんじ | たむらけんじ | 小林恵美 | 小林恵美   | ほんこん   | ほんこん   |
| 秋野暢子     | 秋野暢子     | →↓ ↑←    | →↓ ↑←      | 城咲仁     | 城咲仁     |
| 川田広樹     | 川田広樹     | →↓ ↑←    | →↓ ↑←      | 間寛平     | 間寛平     |
| 江守徹       | 江守徹       | 江守徹   | 坂下千里子 | 坂下千里子 | 坂下千里子 |

早押しクイズの正解者から順にエントリーされた選択肢の中から「1位以外の選択肢」を選んで解答。1位を選んでしまうと即「ドボン」となり、賞金は無し。全員がクリアすれば、解答権のある解答者全員に賞金10万円が与えられた。
最終問題のみ全員参加。正解すればその時点で10万円が貰えるが、ドボンになった場合、その解答者以降は全員それまでの賞金は全額没収されるというルール。
途中「席替えチャンス」というのがあり、早押し問題で正解するとトップバッターの権利を持ったまま好きな席へ移動でき、そこからランキング問題に挑戦できた。

## スタッフ
- ナレーション：伊津野亮・谷口キヨコ
- 構成：高見孔二・儀賀保秀・森
- ブレーン：鎌塚百美・井上久美子
- TD （テクニカルディレクター）：秋山泰彦
- CAM （カメラマン）：田中信行
- MIX：村越順司
- VE （ビデオエンジニア）：水町勝利
- 中継：葛原宏一
- LD：兼岩克
- VTR：平田正信
- CG：門脇昌和（東通）
- MA：田口雅敏（戯音工房）
- タイトルCG：三好和也（ちゅるんカンパニー）
- ENG：松岡周錫（エムズプロ）・藤原祐司（東通）
- EED：岡田勉・今西政之（アイネックス）
- 制作協力：東通・東通テクノサービス・ハートス・富士ライト商事・アイネックス・戯音工房・ちゅるんカンパニー・ABCリブラ
- 美術：口井雅弘
- 美術進行：木綿宏彰（つむら工芸）
- 番組宣伝：渡邊亜希子
- デスク：田村圭
- FD （フロアディレクター）：細谷尚広（フィーノ）
- AD （アシスタントディレクター）：堀正義・渡辺晃司（ABCリブラ）
- ディレクター：木下浩一・佐々木總子・近藤真広・小城修哉
- プロデューサー：岩城正良
- 製作著作：ABC